# Бірюк (фільм)
«Бірюк» (рос. «Бирюк») — український радянський художній фільм, соціальна кінодрама 1977 року за мотивами однойменного оповідання (1848) з циклу «Записки мисливця» Івана Тургенєва. Третя за рахунком режисерська робота Романа Балаяна.
Займає 75—80-ту позицію у списку 100 найкращих фільмів в історії українського кіно.
Прем'єра відбулася в серпні 1978 року. Фільм вийшов в обмеженому прокаті — 191 копія. Картину подивилися 1,3 мільйона глядачів.

## Сюжет
Кріпак Хома поставлений охороняти ліс. Хомі доводиться ловити таких же кріпаків, що прийшли в ліс без дозволу пана пополювати або нарубати дров. Не дивно, що в селі його не люблять і прозвали «Бірюком» за похмурий і відлюдний характер. Насправді Фома — людина добра і совісна. Беззавітно відданий лісу, він безглуздо гине від кулі пана, який прийшов в ліс постріляти птахів і кабанів.

## У ролях
- Михайло Голубович —  Хома «Бірюк», лісник
- Олег Табаков —  Берсенєв
- Олена Хроль —  Улита, дочка Бірюка
- Юрій Дубровін —  1-й мужик
- Олексій Зайцев —  2-й мужик
- Сергій Бржестовський
- Владислав Місевич
- Сільвія Сергейчикова
- Анатолій Матешко
- Ірина Борисова

## Знімальна група
- Сценарій: Роман Балаян, Іван Миколайчук
- Режисер-постановник: Роман Балаян
- Оператор-постановник: Вілен Калюта
- Художник-постановник: Віталій Волинський
- Композитор: Володимир Губа
- Звукооператор: Софія Сергієнко
- Режисер: В. Мирошниченко
  - Асистенти режисера: Н. Пілко, Михайло Шаєвич
- Оператор: Майя Степанова
  - Асистенти оператора: Олексій Золотарьов, О. Ткачук,
- Художник по костюмах: Ірина Бойчук
- Художники по гриму: А. Бржестовська
- Режисер монтажу: Олена Лукашенко
- Редактор: Л. Чумакова
- Асистент художника: Євген Пітенін
- Комбіновані зйомки: оператор — Микола Іллюшин, художник — Віктор Демінський
- Директори картини: Леонід Корецький, Валентина Гришокіна